# Carl Gutzwiller

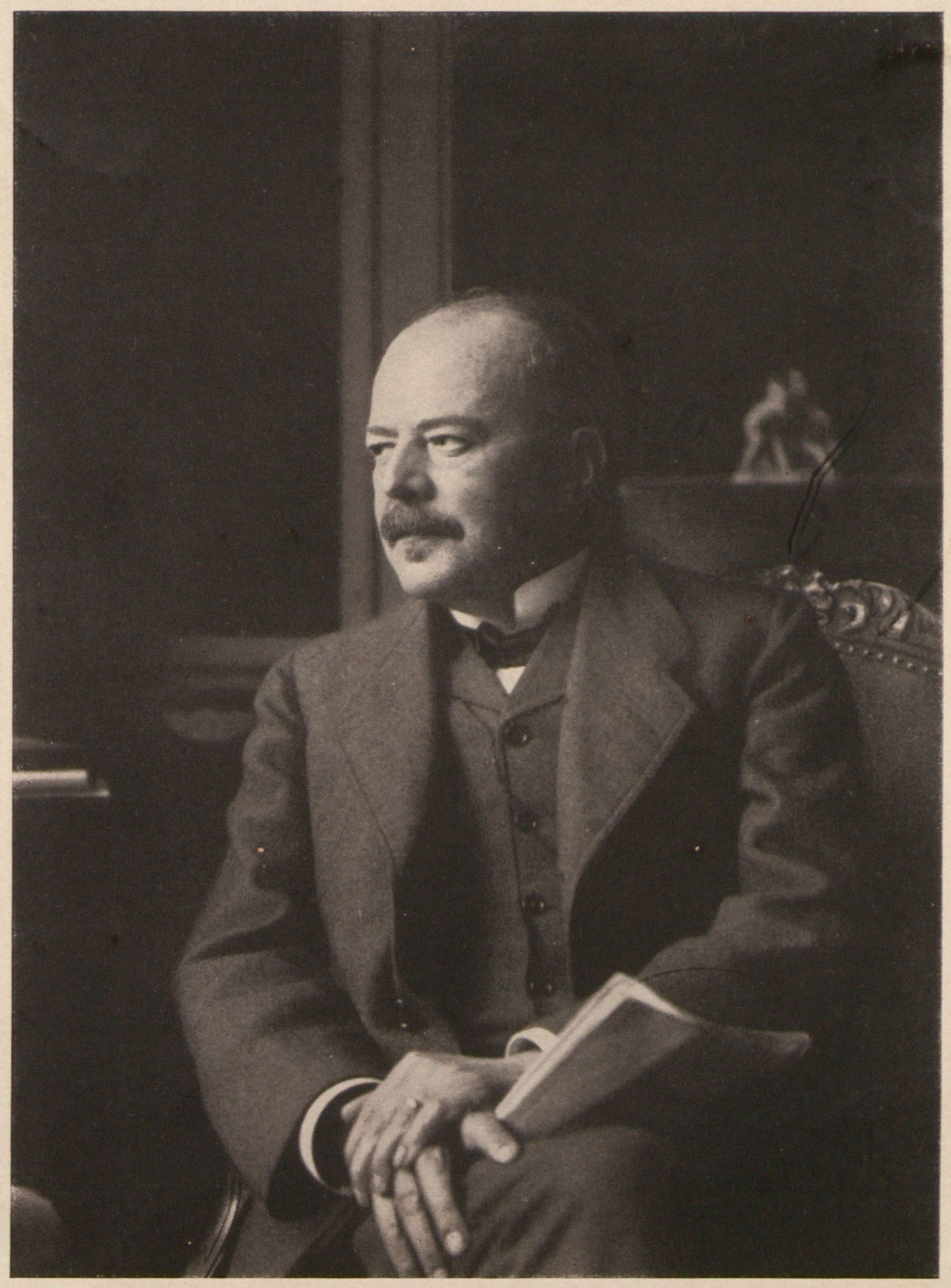
Carl Gutzwiller (zwischen 1900 und 1920)

Carl Gutzwiller (* 1856; † 1928) war ein Schweizer Bankier.
Gutzwiller gründete die gleichnamige Privatbank und wirkte als Kaufmann in Ostindien. Er begann seine politische Karriere im Basler Bürgerrat und vertrat langjährig die Katholische Volkspartei im Grossen Rat des Kantons Basel-Stadt.